# SN 2002hz
SN 2002hz – supernowa typu Ib odkryta 16 listopada 2002 roku w galaktyce UGC 12044. W momencie odkrycia miała maksymalną jasność 17,80m.